# Agârbiciu (Sibiu)

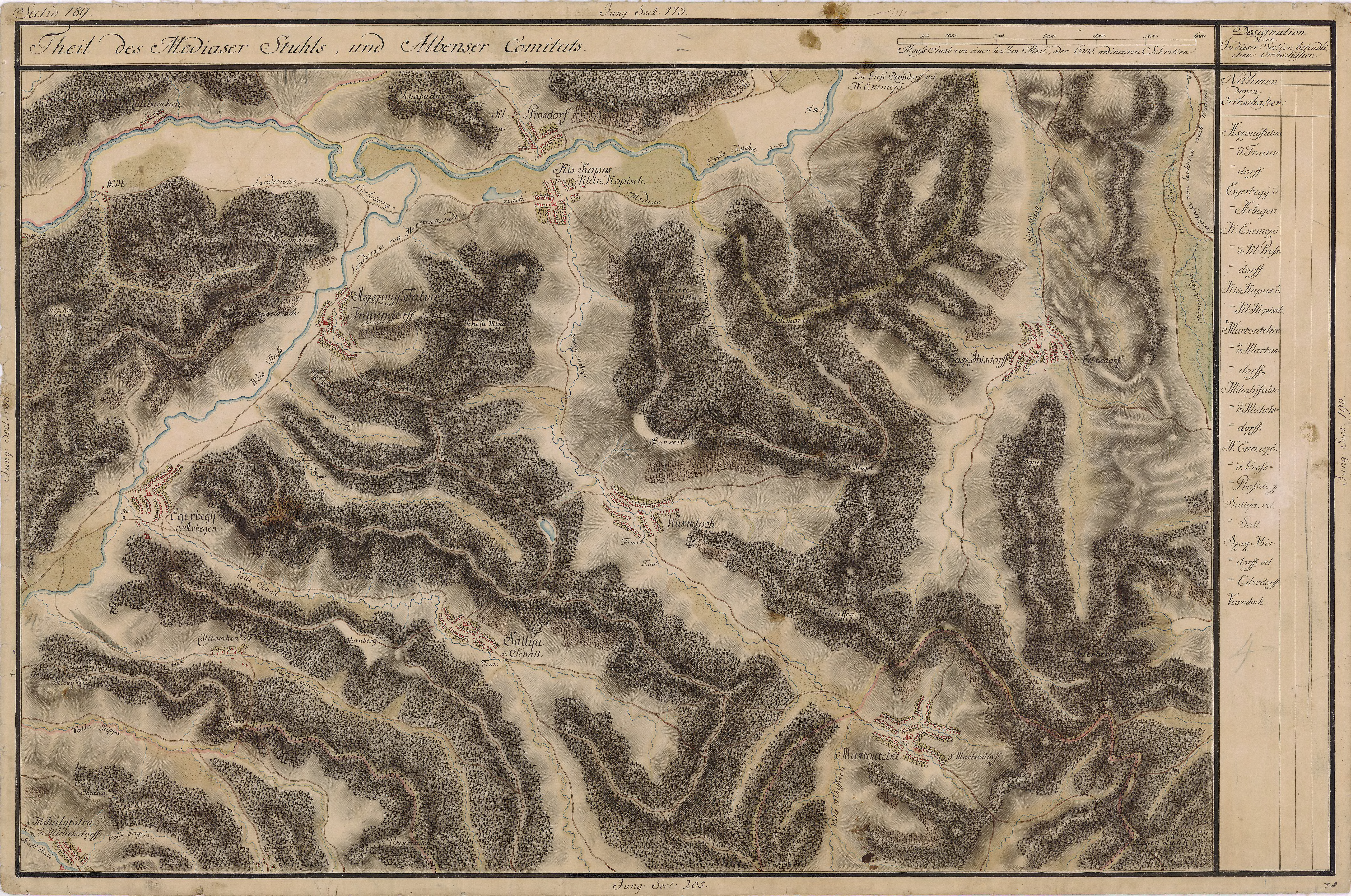
Arbegen in der Josephinischen Landesaufnahme von Siebenbürgen von 1769 bis 1773

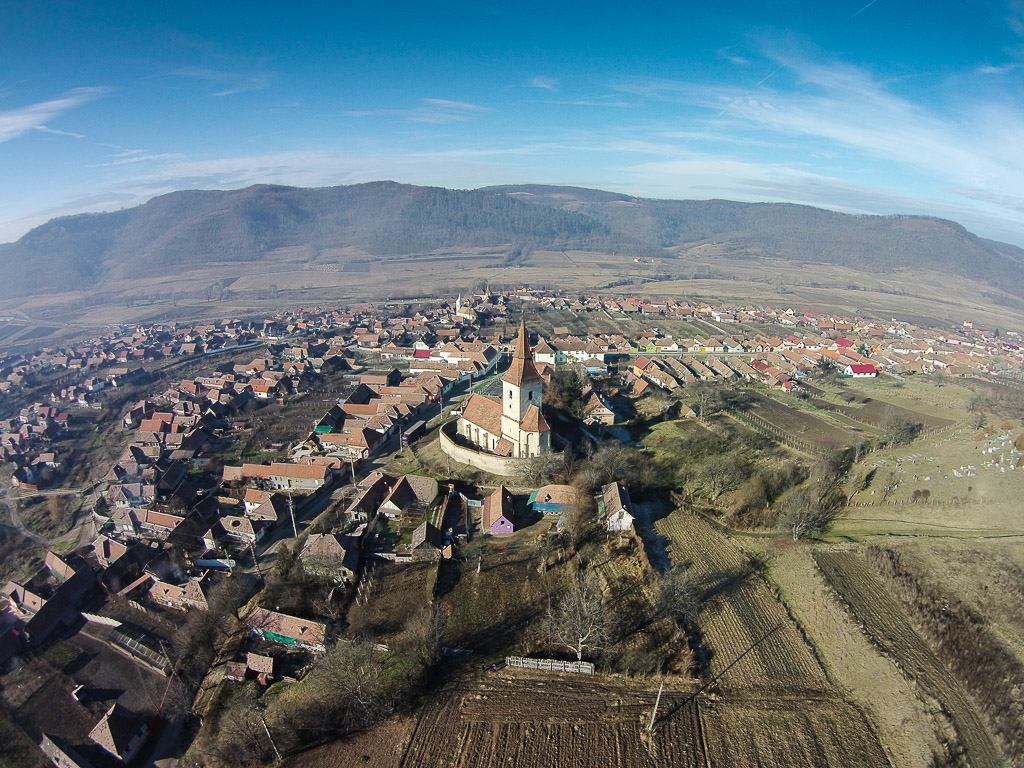
Blick auf Agârbiciu

Agârbiciu alte Schreibweise Agîrbiciu (veraltet Agribiciu; deutsch Arbegen oder Erbegen, såksesch Arbäjen, ungarisch Szászegerbegy oder Egerbegy) ist ein Dorf in der Region Siebenbürgen im Kreis Sibiu in Rumänien. Es gehört zur Gemeinde Axente Sever (Frauendorf).

## Lage
Der Ort liegt im Siebenbürgischen Becken in einem südlichen Seitental der Târnava Mare (Große Kokel) am Bach Vișa (Weißbach) fünf Kilometer südlich vom Gemeindezentrum und etwa 17 Kilometer südwestlich von der Stadt Mediasch entfernt.

## Geschichte
Arbegen wurde um das Jahr 1268 von deutschen Siedlern (Siebenbürger Sachsen) ursprünglich auf Adelsboden gegründet, errang dann aber 1315 zusammen mit den benachbarten Ortschaften des Schelker und Mediascher Stuhls (den sog. Zwei Stühlen) das Hermannstädter Recht und wurde somit freie Gemeinde des Königsbodens. Der Ortsname wird auf die ungarischen Wörter eger (Erle) und begy (Aue) zurückgeführt. Die erste urkundliche Erwähnung als Egurbeg stammt aus dem Jahr 1343. Im Jahr 1516 hatte der Ort „55 Wirte, 2 Witwen, 2 Hirten und einen Müller“.

## Bevölkerung
Über mehrere Jahrhunderte war Arbegen von Siebenbürger Sachsen geprägt. Anfang des 20. Jahrhunderts stellten sie noch knapp die Hälfte der Bevölkerung, 1977 noch mehr als ein Drittel. Nach der Revolution von 1989 wanderten die meisten deutschstämmigen Bewohner aus. Dadurch ging auch die Einwohnerzahl deutlich zurück. Der Ort wird heute überwiegend von Rumänen bewohnt.
| Jahr | Einwohner | davon Deutsche |
| ---- | --------- | -------------- |
| 1910 | 1285      | 547            |
| 1941 | 1431      | 615            |
| 1966 | 1768      | 644            |
| 1977 | 1989      | 711            |
| 1992 | 1522      | 73             |
| 2002 | 1537      | 19             |
| 2021 | 1168      | ?              |

## Sehenswürdigkeiten
- Die Kirchenburg mit der evangelischen Marienkirche aus dem 15. Jh.
- Der „Kupn“, der Berg oberhalb des Dorfes, von dem man einen schönen Blick über das ganze Dorf hat.

## Geboren in Agârbiciu
- Maria Haydl (1910–1969), Schriftstellerin